# Cartour Delta
Il Cartour Delta è un traghetto appartenente alla compagnia di navigazione italiana Visemar di Navigazione ed in servizio per Caronte & Tourist.

## Servizio
Varato nel 2010 nel cantiere navale Visentini di Porto Viro per la Visemar di Navigazione, alla quale viene consegnato il 24 settembre 2010, viene noleggiato alla Caronte & Tourist dall'ottobre successivo, entrando in servizio il 17 ottobre sulla linea tra Messina e Salerno.
Dal 17 novembre 2010 opera sulla Salerno-Termini Imerese, per poi tornare sulla rotta per Messina, sui cui opera ancora oggi.
Dal 15 novembre 2011 torna ad operare sulla Salerno-Termini Imerese fino a fine mese.
Il 7 gennaio 2024, durante la navigazione da Messina a Salerno, un camion si è ribaltato nel garage del traghetto a causa delle condizioni meteo avverse.
Da marzo ad aprile 2025 viene sottoposto a lavori di manutenzione ordinaria in cantiere a Messina, venendo sostituito sulla propria rotta dal GNV Bridge.

## Navi gemelle
- Napoles
- Sicilia
- AF Claudia
- Kerry
- Sorrento
- Catania
- Florencia
- Venezia
- Stena Scandica
- Stena Mersey
- Stena Horizon
- Corfù
- Connemara
- Ciudad de Palma
- Stena Flavia
- Livia (ex Stena Livia)
- Hedy Lamarr
- Epsilon
- GNV Bridge
- Gnv Sealand
- Norman Atlantic
- Stena Scandica
- Ciudad de Valencia
- Hypatia De Alejandria
- Marie Curie